# Формула-3 (с 2019)
Формула-3 — гоночная серия, существующая с 2019 года. Была создана в результате объединения GP3 и Чемпионата Европы Формулы-3.
Этапы чемпионата проходят совместно с этапами чемпионата мира Формулы-1. В серии уик-энд включает в себя практику, квалификацию, субботнюю спринтерскую гонку и одну основную воскресную гонку. В чемпионате принимает участие десять команд и тридцать гонщиков.

## Гоночный болид
В серии используются схожие гоночные болиды, построенные на шасси Dallara. На них установлены 3.4-литровые безнаддувные V-образные шестицилиндровые двигатели с системой непосредственного впрыска топлива производства Mecacrome, которые развивают мощность до 380 лошадиных сил при 8000 оборотов двигателя в минуту. Никакие индивидуальные разработки или обновления не допускаются, все запасные части для болидов должны быть приобретены непосредственно у организаторов чемпионата.
На болидах поставлена шестиступенчатая продольная коробка передач Hewland, имеется система DRS. Машины могут разгоняться до 300 км/ч, разгон до 100 км/ч составляет три секунды.
Поставщиком шин является Pirelli, резина различается по трём типам: hard (жёсткая), medium (средняя) и soft (мягкая). На одном этапе каждый гонщик имеет право использовать четыре комплекта шин (за исключением двух дополнительных «дождевых» комплектов).

## Гоночный уик-энд
Этапы чемпионата проводятся совместно с европейскими Гран-при чемпионата мира Формулы-1, и их формат похож на тот, что используется в Формуле-2. В пятницу проводится 45-минутная тренировочная сессия и 30-минутная квалификация. За ними следуют субботняя спринтерская гонка и одна основная воскресная. Дистанция обоих заездов устанавливается заранее, по времени субботний спринт не должен длиться более 40 минут, а воскресная гонка не более 45 минут.
Квалификационная сессия показывает, с какого места будут стартовать гонщики в воскресной гонке. Стартовая решётка субботней спринтерской гонки реверсивная —гонщики, занявшие первые 12 мест в квалификации, стартуют в обратном порядке в первой гонке.

## Система начисления очков
Гонщику, занявшему поул-позицию, присуждается два очка. Как и в субботней, так и воскресной гонке очки набирают десять первых пилотов. Также гонщики могут получить одно очко за самый быстрый круг в гонке, однако для этого нужно финишировать в первой десятке.
| Система начисления очков | Система начисления очков | Система начисления очков | Система начисления очков | Система начисления очков | Система начисления очков | Система начисления очков | Система начисления очков | Система начисления очков | Система начисления очков | Система начисления очков | Система начисления очков | Система начисления очков |
| Место                    | 1                        | 2                        | 3                        | 4                        | 5                        | 6                        | 7                        | 8                        | 9                        | 10                       | Поул                     | Л/К                      |
| ------------------------ | ------------------------ | ------------------------ | ------------------------ | ------------------------ | ------------------------ | ------------------------ | ------------------------ | ------------------------ | ------------------------ | ------------------------ | ------------------------ | ------------------------ |
| Гонка                    | 25                       | 18                       | 15                       | 12                       | 10                       | 8                        | 6                        | 4                        | 2                        | 1                        | 2                        | 1                        |
| Спринт                   | 10                       | 9                        | 8                        | 7                        | 6                        | 5                        | 4                        | 3                        | 2                        | 1                        |                          | 1                        |

## Трассы
| Сезон 2024 - Сахир, Бахрейн (2022—2024) - Альберт-Парк, Австралия (2023—2024) - Имола, Италия (2022, 2024) - Монте-Карло, Монако (2023—2024) - Барселона-Каталунья, Испания (2019—2024) - Ред Булл Ринг, Австрия (2019—2024) - Сильверстоун, Великобритания (2019—2020, 2022—2024) - Хунгароринг, Венгрия (2019—2024) - Спа-Франкоршам, Бельгия (2019—2024) - Монца, Италия (2019—2020, 2022—2024) | Бывшие - Муджелло, Италия (2020) - Автодром Поль Рикар, Франция (2019, 2021) - Сочи Автодром, Россия (2019, 2021) - Зандворт, Зандворт (2021—2022) |

## Чемпионы

### Личный зачёт
| Год  | Чемпион                      | Вице-чемпион                  | Третье место                    |
| ---- | ---------------------------- | ----------------------------- | ------------------------------- |
| 2019 | Роберт Шварцман Prema Racing | Маркус Армстронг Prema Racing | Джехан Дарувала Prema Racing    |
| 2020 | Оскар Пиастри Prema Racing   | Тео Пуршер ART Grand Prix     | Логан Сарджент Prema Racing     |
| 2021 | Деннис Хаугер Prema Racing   | Джек Дуэн Trident             | Клемент Новалак Trident         |
| 2022 | Виктор Мартен ART Grand Prix | Зейн Мэлони Trident           | Оливер Берман Prema Racing      |
| 2023 | Габриэль Бортолето Trident   | Зак О’Салливан Prema Racing   | Пол Арон Prema Racing           |
| 2024 | Леонардо Форнароли Trident   | Габриэле Мини Prema Racing    | Люк Браунинг Hitech Pulse-Eight |

### Командный зачёт
| Год  | Чемпион      | Вице-чемпион      | Третье место   |
| ---- | ------------ | ----------------- | -------------- |
| 2019 | Prema Racing | Hitech Grand Prix | ART Grand Prix |
| 2020 | Prema Racing | Trident           | ART Grand Prix |
| 2021 | Trident      | Prema Racing      | ART Grand Prix |
| 2022 | Prema Racing | Trident           | ART Grand Prix |
| 2023 | Prema Racing | Trident           | MP Motorsport  |
| 2024 | Prema Racing | Trident           | ART Grand Prix |

## Сезоны

### 2019
Дебютный сезон нового чемпионата. Сезон состоял из восьми этапов, начался 11 мая на трассе Каталунья, а закончился 29 сентября на Автодроме Сочи. Россиянин Роберт Шварцман стал чемпионом, набрав 212 очков, вторым стал новозеландец Маркус Армстронг, а третьим — индиец Джехан Дарувала. Все три пилота выступали за команду Prema Racing, которая с большим отрывом победила в командном чемпионате.

### 2020
Сезон состоял из девяти этапов. Изначально планировалось, что сезон начнётся в 21 марта на трассе Сахир, однако начало было отложено из-за пандемии COVID-19. Сезон стартовал только 4 июля на трассе Ред Булл Ринг, а закончился 13 сентября в Муджелло. Австралиец Оскар Пиастри стал чемпионом, набрав 164 очка, вторым стал француз Тео Пуршер, и третьим — американец Логан Сарджент. Команда Prema Racing вновь с большим отрывом по очкам победила в командном чемпионате.

### 2021
Вследствие пандемии COVID-19 были введены меры по сокращению расходов команд-участников — в календаре уменьшилось количество этапов, однако для компенсации этих потерь за уик-энд проводилось три гонки вместо двух. Всего было проведено семь этапов. Сезон начался 8 мая на трассе Каталунья, а закончился 26 сентября на Автодроме Сочи. Норвежец Деннис Хаугер стал чемпионом, набрав 205 очков, вторым стал австралиец Джек Дуэн, и третьим — француз Клемент Новалак. Команда Trident победила в командном чемпионате.

### 2022
Формула-3 вернулась к формату уик-энда, состоящего из двух гонок. Сезон состоял из девяти этапов, начался 19 марта на трассе Сахир, и закончился 11 сентября на трассе Монца. Француз Виктор Мартен стал чемпионом, набрав 139 очков, вторым стал барбадосец Зейн Мэлони, и третьим — британец Оливер Берман. Команда Prema Racing победила в командном зачёте.

### 2023
Сезон состоял из девяти этапов, начался 4 марта на трассе Сахир, и закончился 3 сентября на трассе Монца. Бразильский гонщик Габриэль Бортолето стал чемпионом, набрав 164 очка, вторым стал британец Зак О’Салливан, третьим — эстонец Пол Арон. Команда Prema Racing вновь стала первой в командном зачёте.

### 2024
Сезон состоял из десяти этапов, начался 1 марта на трассе Сахир, и закончился 1 сентября на трассе Монца. Итальянский гонщик Леонардо Форнароли стал чемпионом, набрав 153 очка, и при этом не одержав ни одной победы в гонках. Вторым стал итальянец Габриэле Мини, а третьим — британец Люк Браунинг. Prema Racing вновь стала чемпионом в командном зачёте.

## Гонщики перешедшие в Формулу-1
| Гонщик           | Формула-3 | Формула-3 | Формула-3 | Формула-3 | Формула-1 | Формула-1      | Формула-1 | Формула-1 | Формула-1    | Формула-1 |
| Гонщик           | Сезоны    | Гонки     | Победы    | Подиумы   | Сезоны    | Первая команда | Гран-при  | Победы    | Поул-позиции | Подиумы   |
| ---------------- | --------- | --------- | --------- | --------- | --------- | -------------- | --------- | --------- | ------------ | --------- |
| Юки Цунода       | 2019      | 16        | 1         | 3         | 2021—2024 | AlphaTauri     | 79        | 0         | 0            | 0         |
| Оскар Пиастри    | 2020      | 18        | 2         | 6         | 2023—2024 | McLaren        | 46        | 3         | 0            | 10        |
| Логан Сарджент   | 2019—2021 | 54        | 3         | 10        | 2023—2024 | Williams       | 36        | 0         | 0            | 0         |
| Лиам Лоусон      | 2019—2020 | 34        | 3         | 8         | 2023      | AlphaTauri     | 5         | 0         | 0            | 0         |
| Оливер Берман    | 2022      | 18        | 1         | 8         | 2024      | Ferrari        | 1         | 0         | 0            | 0         |
| Франко Колапинто | 2022—2023 | 36        | 4         | 10        | 2024      | Williams       | 1         | 0         | 0            | 0         |

- Жирным шрифтом выделены действующие гонщики «Формулы-1»
- Золотым цветом выделены чемпионы «Формулы-3»

## Женщина в Формуле-3
В истории чемпионата ФИА Формула-3 принимала участие всего одна женщина. София Флёрш принимала участие в сезонах 2020 года и 2023 года.
| Гонщица     | Сезоны          | Гонки | Победы | Подиумы |
| ----------- | --------------- | ----- | ------ | ------- |
| София Флёрш | 2020, 2023—2024 | 38    | 0      | 0       |